# الغزو المغولي لفيتنام
تُشير جملة الغزو المنغولي لفيتنام أو الحروب المنغولية الفيتنامية إلى المرات الثلاث التي غزت فيها الإمبراطورية المنغولية وخاناتها الرئيسية سلالة يوان فيتنام خلال حكم سلالة تران إلى جانب تشامبا في أعوام 1258 و1285 و1287-1288. بدأ الغزو الأول عام 1258 في ظل حكم الإمبراطورية المنغولية الموحدة، إذ بحثت الإمبراطورية عن طرق بديلة لغزو الصين التي تحكمها سلالة سونغ. نجح الجنرال المنغولي يوريانغ خاداي في احتلال عاصمة فيتنام ثانغ لونغ (المعروفة الآن باسم هانوي)، قبل التوجه شمالًا عام 1259 لغزو سلالة سونغ في المدينة المعروفة الآن باسم قوانغشي كجزء من هجوم منغولي مُنسق مع الجيوش المهاجمة في سيشوان تحت قيادة الخان المنغولي والجيوش المنغولية الأخرى المهاجمة للمدن المعروفة الآن بشاندونغ وهينان.
حدث الغزوان الثاني والثالث خلال حكم الخان كولباي من سلالة يوان. من هذه النقطة، انقسمت الإمبراطورية المنغولية إلى أربع كيانات منفصلة وفيها كانت سلالة يوان الإمبراطورية الأقوى والأكبر. نتج عن هذه الغزوات خسارة كارثية في الأرض للمنغوليين عام 1285 وتدمير البحرية المنغولية عام 1288. ومع ذلك، اختارت سلالتا تران وشامبا القبول بالسيادة الإسمية لسلالة يوان وتكوين دول رافدة لتجنب صراعات مقبلة. 

## خلفية تاريخية
بحلول خمسينيات القرن الثالث عشر، كانت الإمبراطورية المنغولية تتحكم بأجزاء كبيرة من أوراسيا بما في ذلك جزء كبير من شرق أوروبا والأناضول وشمال الصين ومنغوليا ومانشوريا وآسيا الوسطى والتيبت وجنوب غرب آسيا. خطط الخان مونغكي (حكم 1251-1259) لمهاجمة سلالة سونغ في جنوب الصين من ثلاث جهات عام 1259. لهذا، أمر الأمير كوبلاي لتهدئة مملكة دالي. قاد يوريانغ خاداي حملات ناجحة في جنوب غرب الصين وهدأ القبائل التيبتية قبل الاتجاه شرقًا نحو فيتنام عام 1257.
في خريف عام 1257، أرسل يوريانغ خاداي ثلاث رسائل إلى إمبراطور فيتنام تران ثاي تونغ يطلب فيها عبور قواته عبر فيتنام إلى جنوب الصين. بعد سجن المبعوثين الثلاثة المتعاقبين في عاصمة فيتنام ثانغ لونغ (المعروفة اليوم بهانوي)، غزا يوريانغ خاداي فيتنام بوجود الجنرالين تريشيكدو وآجو في مؤخرة الجيش.
يعود أصل أسلاف قبيلة تران إلى مقاطعة فويجان وهاجروا لاحقًا إلى فيتنام تحت حكم تران كين، سلف قبيلة تران. أسس المتحدرون من تلك القبيلة، وهم الحكام اللاحقون لفيتنام والذين كانوا من دماء مختلطة، سلالة تران، والتي حكمت فيتنام؛ رغم التزواج بين التران وعدد من الأفراد الملكيين لسلالة لي إلى جانب أفراد من بلاطهم الملكي كما في حالة تران لي وتران ثورا، بقي بعض المتحدرين من ذوي الدماء المختلطة من سلالة تران وأفراد معينين من القبيلة متمكنين من التحدث بالصينية ويتضح ذلك في حالة لقاء مبعوث سلالة يوان مع أمير التران الذي كان يتحدث الصينية تران كوك توان عام 1282.
أشار البروفيسور ليام كيلي إلى أن أشخاصًا من سلالة سونغ الصينية مثل تشاو تشونغ وزو زونغداو هربوا إلى سلالة تران فيتنام بعد الغزو المغولي لسلالة سونغ وساعدوا تران في محاربة الغزو المغولي. نشأ أسلاف عشيرة تران من منطقة فوجيان في الصين كما فعل رجل الدين الطاوي الصيني شو زونغداو الذي سجل الغزو المغولي وأشار إليهم باسم قطاعي الطرق الشماليين. اقتبس عن سو كاي الفيتنامي الذي قال: عندما فُقدت سلالة سونغ، جاء شعبها إلينا. استقبلهم نهات دوات. كان هناك تشاو تشونغ الذي كان حارسه الشخصي. لذلك، من بين الإنجازات التي تحققت في هزيمة اليوان (أي المغول)، حقق نهات داوت أكبرها.
غادر الضباط العسكريون الصينيون والمسؤولون المدنيون في سونغ الجنوبية إلى الدول الخارجية، وذهبوا إلى فيتنام وتزاوجوا مع النخبة الحاكمة الفيتنامية وذهبوا إلى تشامبا لخدمة الحكومة هناك كما سجلها تشنغ سيكسياو. كان جنود سونغ الجنوبية جزءًا من الجيش الفيتنامي الذي أعده إمبراطور تران تان تونغ ضد الغزو المغولي الثاني. 

## الغزو المغولي الأول عام 1258
في عام 1258، غزا رتل من المغول تحت قيادة يوريانغ خاداي، نجل سوبوتاي، فيتنام. وفقًا للمصادر الفيتنامية، تألف الجيش المغولي من 30 ألف جندي على الأقل، منهم ألفين على الأقل من قوات يي من مملكة دالي، في حين تقدر المصادر الغربية أن الجيش المغولي كان يتكون من حوالي 100 ألف من المغول مع 10 آلاف جندي يي إضافي. حدثت معركة استخدم فيها الفيتناميون أفيال الحرب: حتى أن إمبراطورهم قاد جيشه من فوق فيل. أمر آجو قواته بإطلاق السهام على أقدام الفيلة. دخلت الحيوانات بحالة من الذعر وتسببت في اضطراب في جيش الفيتنامي، الذي هُزم في نهاية المطاف. تمكن كبار القادة الفيتناميين من الفرار في قوارب معدة مسبقًا بينما دُمر جزء من جيشهم في نو نيغوين (المعروفة حاليًا بفيت تري على نهر الهونغ). عانى ما تبقى من الجيش الفيتنامي مرة أخرى من هزيمة كبيرة في معركة شرسة على جسر فو لو في اليوم التالي. أدى ذلك بقيادة تران لإخلاء العاصمة. ذكرت الحوليات الفيتنامية أن الإخلاء كان بطريقة منظمة. ومع ذلك، يُنظر إلى هذا على أنه تجميل لأن الفيتناميون لا بد أنهم تراجعوا في حالة من الفوضى وتركوا أسلحتهم وراءهم في العاصمة.
هرب إمبراطور فيتنام إلى جزيرة بحرية، واحتل المغول العاصمة ثانغ لونغ (هانوي). وجدوا مبعوثيهم في السجن، لكن أحدهم مات. رغم استيلاء المغول على العاصمة بنجاح، بقيت المقاطعات المحيطة بالعاصمة تحت سيطرة الفيتناميين. بينما يُساء تفسير المصادر الصينية أحيانًا على أنها تقول إن يوريانغ خاداي انسحب من فيتنام بسبب سوء المناخ، غادر يوريانغ خاداي ثانغ لونغ بعد تسعة أيام لغزو سلالة سونغ في قوانغشي في هجوم مغولي منسق مع جيوش تهاجم سيتشوان تحت قيادة الخان مونغكي وجيوش مغولية أخرى تهاجم شاندونغ وهينان الحالية.
وفقًا للتأريخ الفيتنامي، طبق الفيتناميون سياسة الأرض المحروقة، وحرقوا جميع المزارع وسحبوا جميع الإمدادات الغذائية حول العاصمة، والتي أدت لتجويع المغول. وفقا للتأريخ الفيتنامي، أطلق إمبراطور التران هجومًا مضادًا على دونغ بو داو وثانغ لونغ في منتصف ليل الثامن والعشرين من يناير 1258. تكبدت القوة المغولية هزيمة ثقيلة، وخسرت ثانغ لونغ لصالح جيش تران وأجبِرت على التراجع إلى الصين. أثناء التراجع، نصب الجنرال التراني ها بونغ كمينًا لهم.